# Vanillin-Synthase
Die Vanillinsynthase (VS, EC 4.1.2.41) katalysiert die Spaltung von 3-Hydroxy-3-(4-hydroxy-3-methoxyphenyl)propionyl-CoA in Vanillin und Acetyl-CoA.
 {\displaystyle \rightleftharpoons }  + 
Damit gehört das Enzym zu den Lyasen. Es wurde in manchen Pseudomonasstämmen und Streptomyces viridosporus identifiziert.
Die durch die VS katalysierte Reaktion ist ein Zwischenschritt im Abbau von Ferulasäure zu Vanillin. Vanillin wird dann durch eine weitere enzymatische Reaktion zu Protocatechusäure umgesetzt. Dieser Weg ist für den Ligninabbau von Bedeutung. Während Weißfäulepilze Lignin depolymerisieren, können bakterielle Mikroorganismen die entstandenen aromatischen Abbauprodukte weiter umsetzen.